# Bruhanja vas
Bruhanja vas este o localitate din comuna Dobrepolje, Slovenia, cu o populație de 117 locuitori.